# Caselle de' Ruffi
Caselle de' Ruffi is een plaats (frazione) in de Italiaanse gemeente Santa Maria di Sala.